# Phản gián

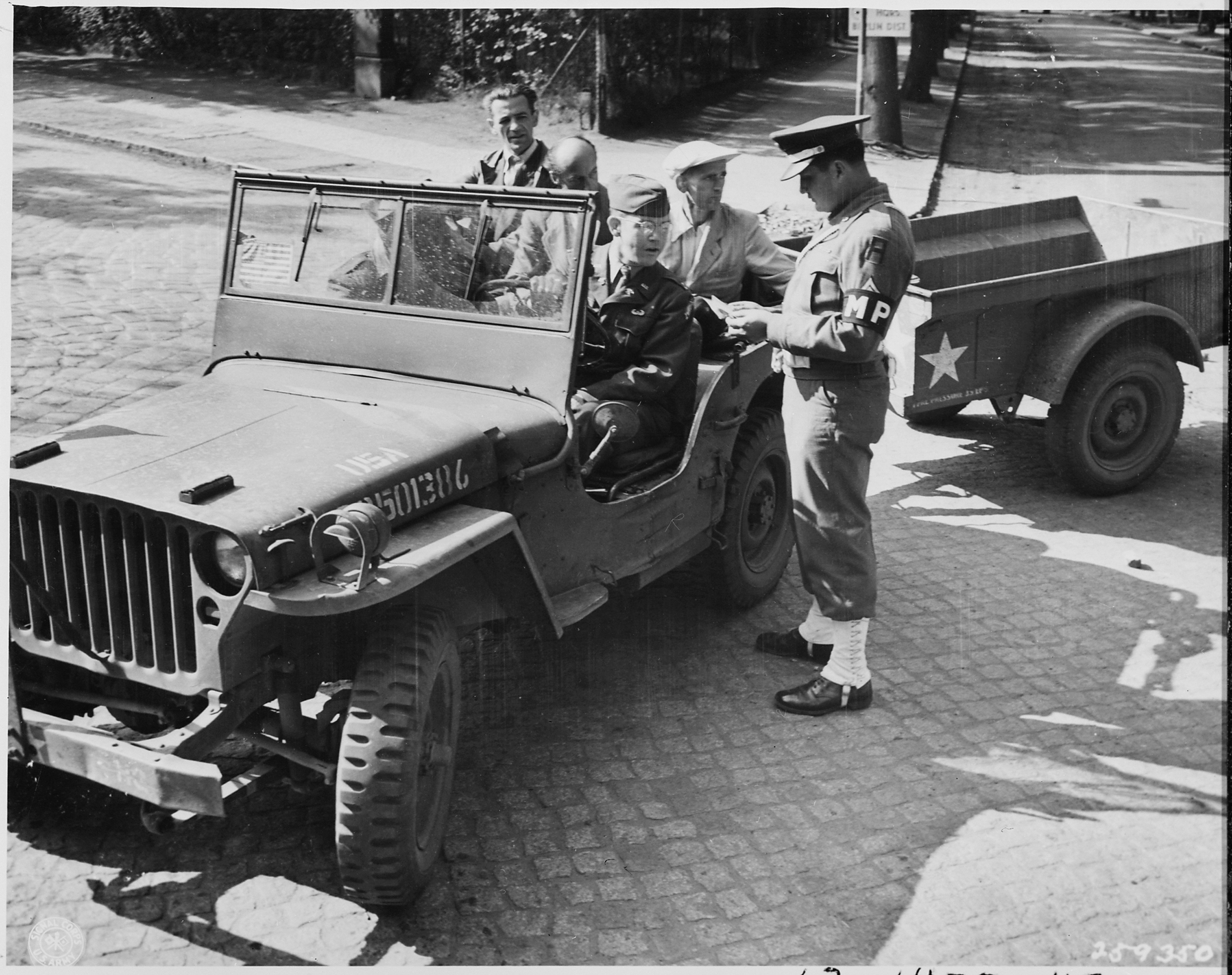
Kỹ thuật viên hình ảnh dân sự (ở phía sau xe jeep) làm việc cho Quân đoàn tình báo được tính tại trạm kiểm soát ở Potsdam, Đức, ngày 14 tháng 7 năm 1945

Phản gián là một hoạt động nhằm bảo vệ chương trình tình báo của một cơ quan chống lại các hoạt động tình báo của phe đối lập. Nó cũng đề cập đến thông tin thu thập và các hoạt động được thực hiện để chống lại gián điệp, các hoạt động tình báo, phá hoại hoặc ám sát khác được thực hiện cho hoặc nhân danh các thế lực, tổ chức hoặc người nước ngoài, hoạt động khủng bố quốc tế, đôi khi bao gồm cả nhân sự, vật chất, tài liệu, hoặc các chương trình bảo mật thông tin liên lạc.

## Lịch sử

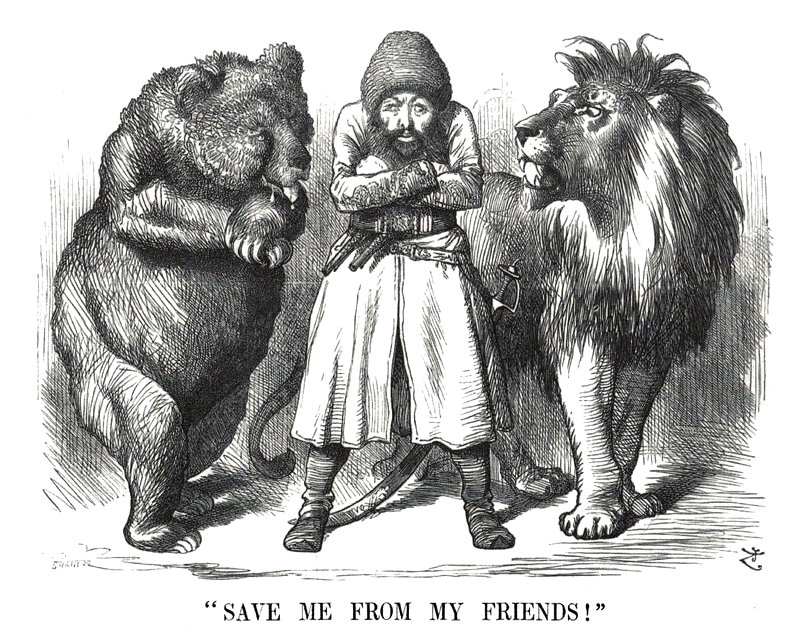
Phim hoạt hình chính trị mô tả người Afghanistan Emir Sher Ali với những "người bạn" của Gấu Nga và Sư tử Anh (1878). The Great Game chứng kiến sự gia tăng của hoạt động gián điệp và giám sát có hệ thống trên toàn khu vực bởi cả hai cường quốc

Các chiến thuật hiện đại về gián điệp và các cơ quan tình báo chính phủ chuyên dụng đã được phát triển trong suốt cuối thế kỷ 19. Một nền tảng quan trọng cho sự phát triển này là Ván Cờ Lớn, giai đoạn biểu thị sự cạnh tranh và xung đột chiến lược tồn tại giữa Đế quốc Anh và Đế quốc Nga trong suốt Trung Á. Để chống lại tham vọng của Nga trong khu vực và mối đe dọa tiềm tàng mà nó đặt ra cho vị trí của Anh tại Ấn Độ, một hệ thống giám sát, tình báo và phản gián đã được xây dựng trong Vụ dân sự Ấn Độ. Sự tồn tại của cuộc xung đột mờ ám này đã được phổ biến trong Rudyard Kipling nổi tiếng cuốn sách gián điệp, Kim, nơi ông miêu tả The Great Game (một cụm từ ông phổ biến) như một cuộc xung đột gián điệp và tình báo "không bao giờ chấm dứt, ngày hay đêm".
Việc thành lập các tổ chức tình báo và phản gián chuyên dụng có liên quan trực tiếp đến sự cạnh tranh thuộc địa giữa các cường quốc châu Âu và sự phát triển nhanh chóng của công nghệ quân sự. Khi hoạt động gián điệp được sử dụng rộng rãi hơn, bắt buộc phải mở rộng vai trò của cảnh sát và lực lượng an ninh nội bộ hiện nay thành vai trò phát hiện và chống lại các điệp viên nước ngoài. Người Áo-Hung Evidenzbureau được giao phó vai trò từ cuối thế kỷ 19 để chống lại các hành động của Pan-Slavist hoạt động từ Serbia.
Như đã đề cập ở trên, sau sự sụp đổ của Vụ Dreyfus ở Pháp, trách nhiệm đối phó gián điệp quân sự đã được chuyển cho Sûreté générale, một cơ quan ban đầu chịu trách nhiệm thực thi trật tự và an toàn công cộng Bộ Nội vụ Pháp.

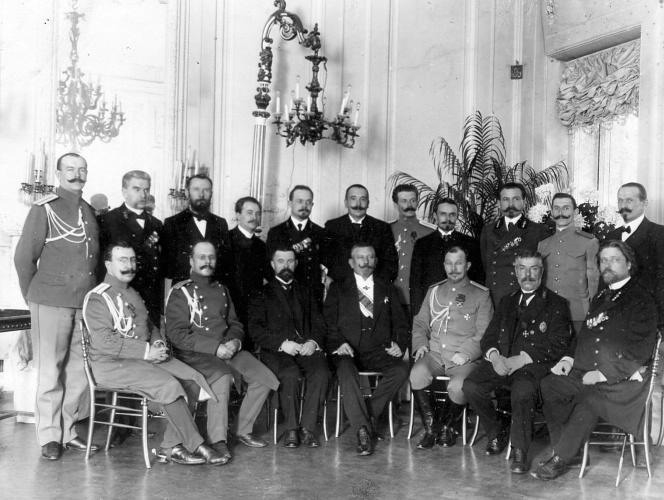
Okhrana được thành lập vào năm 1880 và được giao nhiệm vụ chống gián điệp của kẻ thù. Petersburg nhóm ảnh Okhrana, 1905

Okhrana ban đầu được thành lập vào năm 1880 để chống khủng bố chính trị và hoạt động cách mạng cánh tả trên khắp Đế quốc Nga, nhưng cũng được giao nhiệm vụ chống gián điệp của kẻ thù. Mối quan tâm chính của nó là các hoạt động của các nhà cách mạng, những người thường xuyên làm việc và vạch ra các hành động lật đổ từ nước ngoài. Nó tạo ra một ăng-ten trong Paris được điều hành bởi Pyotr Rachkovsky để theo dõi các hoạt động của họ. Cơ quan này đã sử dụng nhiều phương pháp để đạt được các mục tiêu của mình, bao gồm hoạt động bí mật, đặc vụ mật và "perlustration" của Thethe đánh chặn và đọc thư từ riêng tư. Okhrana trở nên khét tiếng vì sử dụng đặc vụ khiêu khích những người thường thành công trong việc thâm nhập vào các hoạt động của các nhóm cách mạng bao gồm Bolsheviks.
Các cơ quan phản gián tích hợp do chính phủ trực tiếp điều hành cũng được thành lập. Cục mật vụ của Anh được thành lập năm 1909 với tư cách là cơ quan độc lập và liên ngành đầu tiên kiểm soát hoàn toàn mọi hoạt động phản gián của chính phủ.
Do vận động hành lang mạnh mẽ từ William Melville và sau khi ông ta có được kế hoạch huy động của Đức và bằng chứng về sự hỗ trợ tài chính của họ cho Boer, chính phủ đã cho phép tạo ra một bộ phận tình báo mới trong Văn phòng chiến tranh, MO3 (sau đó được thiết kế lại M05) do Melville đứng đầu, vào năm 1903. Làm việc dưới sự bảo vệ từ một căn hộ ở London, Melville điều hành cả hoạt động phản gián và tình báo nước ngoài, tận dụng kiến thức và liên lạc nước ngoài mà ông đã tích lũy được trong những năm hoạt động Chi nhánh Đặc biệt.
Do thành công của nó, Ủy ban Tình báo Chính phủ, với sự hỗ trợ của Richard Haldane và Winston Churchill, đã thành lập Cục Mật vụ vào năm 1909 như một sáng kiến chung của Đô đốc, Văn phòng Chiến tranh và Bộ Ngoại giao để kiểm soát các hoạt động tình báo bí mật ở Anh và ở nước ngoài, đặc biệt tập trung vào các hoạt động của Chính phủ Đế quốc Đức. Giám đốc đầu tiên của nó là Captain Sir George Mansfield Smith-Cumming alias "C". Cục sự vụ bí mật đã được tách thành một dịch vụ đối ngoại và tình báo đối ngoại vào năm 1910. Sau này được lãnh đạo bởi Ngài Vernon Kell và ban đầu nhằm mục đích xoa dịu nỗi sợ công khai của gián điệp Đức quy mô lớn. Vì Dịch vụ không được ủy quyền với quyền lực cảnh sát, Kell đã liên lạc rộng rãi với Chi nhánh đặc biệt của Scotland Yard (đứng đầu là Basil Thomson), và đã thành công trong việc phá vỡ công việc của các nhà cách mạng Ấn Độ hợp tác với Người Đức trong chiến tranh. Thay vì một hệ thống theo đó các bộ phận đối thủ và các dịch vụ quân sự sẽ hoạt động theo các ưu tiên của riêng họ mà không cần tham khảo ý kiến hay hợp tác với nhau, Cục tình báo bí mật mới được thành lập và gửi báo cáo tình báo cho tất cả các cơ quan chính phủ có liên quan.
Lần đầu tiên, các chính phủ được tiếp cận với thời bình, tình báo độc lập tập trung và bộ máy phản gián với các cơ quan đăng ký được lập chỉ mục và các thủ tục xác định, trái ngược với các phương pháp ad hoc được sử dụng trước đây.